# Moon (Album)
Moon ist ein Jazzalbum von Karl Berger und Kirk Knuffke. Die am 18. Dezember 2013 und 23. Januar 2014 in Woodstock (New York) entstandenen Aufnahmen erschienen 2015 auf NoBusiness Records.

## Hintergrund
Die Ursprünge des Albums, auf dem Kornettist Kirk Knuffke mit dem aus Deutschland stammenden Vibraphonisten Karl Berger im Duo spielte, liegen in einem Treffen anlässlich eines Konzerts zu Ehren von Schlagzeuger Ed Blackwell in New York City. Daraufhin lud Berger Knuffke in sein Creative Music Studio ein, um dort zu unterrichten. Die weiteren Begegnungen entwickelten sich so erfolgreich, dass das Duo der beiden entstand. Jeder der Musiker steuerte sechs Stücke bei, ergänzt durch vier gemeinsam entstandene Kompositionen in einem Programm, das achtzig Minuten Musik aus zwei Sessions in Bergers Studio in Woodstock umfasst, die auf zwei CDs verteilt wurden.

## Titelliste
- Karl Berger/Kirk Knuffke: Moon (NoBusiness NBCD 76/77)[2]

CD1
1. Bell (Knuffke) 6:47
2. Moon (Knuffke) 5:49
3. Movies (Berger) 3:19
4. No One Will Be Here Over There (Berger) 9:33
5. Pedal (Berger, Knuffke) 5:11
6. Poem (Knuffke) 3:48
7. Point Point (Knuffke) 4:01
8. This Is What We're Thinking (Berger) 5:07
9. Travel East (Berger) 4:35

CD2
1. Sneakhead (Berger)= 4:38
2. Isn't It Time (Berger) 3:19
3. Turns (Berger, Knuffke) 7:53
4. No No Thank You (Knuffke) 6:11
5. Taunts (Berger, Knuffke) 2:13
6. Terrace and Trees (Berger, Knuffke) 4:30
7. Lolaneta (Knuffke) 3:19

## Rezeption
Nach Ansicht von John Sharpe, der das Album in All About Jazz rezensierte, sei trotz einer Reihe lebhafter Stücke am Ende der ersten CD der Gesamteindruck eine Anmutung von zurückhaltenden Emotionen und sanfter „Late-Night“-Musik. Knuffke würde elegante, wohlklingende Linien spinnen, in denen wiederholte Äußerungen ein sanftes, durchsetzungsfähiges Element einführen. Sein exquisites vokalisiertes Kornett-Gemurmel bei „No One Will Be Here Over There“ deute zurückhaltende Leidenschaft an. Auch bei den Improvisationen wie „Pedal“ und „Turns“ komme Knuffkes melodische Vorliebe zum Vorschein. Bergers Vibes sind entsprechend zart und transparent, mit subtilen Variationen von Anschlag, Klangfarbe und Dynamik, wobei er die perkussiven Aspekte nur gelegentlich betone, wie beim spritzigen „This Is What We’re Think“. Berger variiere seine Palette weiter, indem er bei sieben Nummern vom Vibraphon zum Piano und sogar zum Akkordeon bei den ruckartigen Changes des boppigen „Point Point“ wechsle.
„Ein heiliges Ungetüm der improvisierten Musik, Pädagoge, Komponist, Arrangeur, Dirigent sowie exzellenter Vibraphonist und Pianist“ treffe hier auf die eine der Sensibelsten für Tradition unter den aufstrebenden Trompetern (von denen er nur wenige gebe), die neue Wege in der Evolution des Instruments beschreiten, schrieb Vincenzo Roggero (All About Jazz). Entstanden seien 16 Stücke, die sich in einer Art Suite entwickeln, ohne nach Kontinuität zu streben, in einer Atmosphäre extremer Entspannung und Zuversicht, die die Intimität des Dialogs, die Liebe zum Detail, die Aufmerksamkeit für Nuancen begünstige. Es herrsche Understatement und die Idee einer süßlichen Improvisation, flüchtige Anfangsstrukturen, die die Fantasie der Interpreten anregen, vorherrschende melodische Linien, die durch sukzessive Vereinigungen geformt würden und leicht und schwebend im Nichts bleiben.
Knuffke und Berger würden im gemeinsamen Spiel leise komplizierte Texturen skizzieren, fast abstrakte Balladen, schrieb Stefan Wood (Acquaro). Auch wenn dies faszinierend erscheinen mag, könne die Tatsache, dass es zwei CDs dieser Spielweise gebe, die Geduld einiger Zuhörer auf die Probe stellen. Viele der Tracks würden sich ähneln, besonders auf der ersten CD. Was dies zum Glück durchbreche, sei ein wunderbar optimistisches und schwungvolles „This Is What We’re Thinking“, ein Duett aus Trompete und Vibraphon, und der letzte Track auf der ersten CD, „Travel East“, der eine Monk-ähnliche Schrecklichkeit habe. Auf der zweiten CD spiele Berger mehr Piano als Vibraphon, was die Spieldynamik leicht verändere, da Knuffke sich in seinen Improvisationen etwas mehr entfalte, während Berger eine perkussive Erdung beibehalte.